# Carlos Guitarlos
Carlos Guitarlos (Nacido como Carlos Daniel Ayala, 18 de marzo de 1950) es un guitarrista estadounidense. Primero llegó a la atención en Top Jimmy & The Rhythm Pigs. La Enciclopedia de música popular comentó de Guitarlos que su carrera en la música "ha tomado en el estrellato de culto en Los Ángeles, el alcoholismo, la falta de vivienda, y un regreso inesperado a la grabación en el nuevo milenio."

## Primeros años
Como una característica de 2003 en Los Angeles Times relató, Ayala creció "en la comunidad del noreste de Los Ángeles de Cypress Park. Le dijo a su madre que le comprara una guitarra a los 10 años, y aprendió lo básico de un hermano mayor. Tenía buen oído". El autor del artículo, el periodista Bob Baker, citó a Carlos: "Cuando tenía 13 años, podía tocar cualquier cosa que pudiera escuchar".

## Carrera
Baker continuó describiendo cómo, después de graduarse de Marshall High, Ayala "tocó en algunas bandas sin distingos y pasó la mayor parte de sus 20 años viviendo en casa, escribiendo canciones y practicando".
La narrativa continuó: "En 1980, a los 30 años, consiguió un trabajo como portero en el café del centro de Hong Kong, trabajando con su guitarra atada al cuello". Fue allí donde conoció a James "Top Jimmy" Koncek. "Un músico que ambos hombres conocían... presentó al portero como 'Carlos Guitarlos', y se quedó".

### Con Top Jimmy y The Rhythm Pigs
Esta banda de rock y R&B surgió en 1980 de la escena musical punk/roots de Los Ángeles. El escritor de música Chris Morris, cuyo trabajo ha incluido muchas reminiscencias sobre Koncek &Co., los apodó "la banda de la casa del punk de Los Ángeles". Como guitarrista principal, Ayala fue el componente clave del grupo que apoyó al líder Top Jimmy. En un capítulo que contribuyó a la historia punk de Los Ángeles More Fun in the New World, Morris describió a la pareja como "imponente, ruidosa, bebedor y talentosa".
Durante su apogeo a principios de la década de 1980, Top Jimmy &The Rhythm Pigs atrajo a muchas estrellas invitadas famosas a sus conciertos. Uno de los grandes nombres que se unió al grupo en el escenario fue Tom Waits. Como resultado, Carlos Guitarlos tocó en dos canciones del álbum de Waits de 1983 Swordfishtrombones.
Sin embargo, Top Jimmy &The Rhythm Pigs se desmoronaron lentamente. La volatilidad interna, alimentada por Ayala, fue una de las principales razones. Morris señaló que Ayala era "truculenta... frecuentemente desquiciado".

### Como un busker sin hogar
Como Morris pasó a la crónica, en 1988, un "cada vez más errático" Ayala siguió a su esposa e hija distanciadas a San Francisco. Un caso sin diagnosticar de la diabetes empeoró sus problemas. Terminó sin hogar en el Distrito de la Misión, jugando por el cambio en las calles. La revista No Depression describió cómo "como músico callejero, Guitarlos solía mostrar un letrero que decía 'Jugará por la fama o la fortuna'". Sin embargo, su talento todavía era visible: Bob Baker señaló que el San Francisco Bay Guardian nombró a Ayala "Mejor Músico callejero" en una encuesta de 1994.

### Reaparición
Según Baker, Ayala "había jurado el alcohol y las drogas" después de que Koncek muriera en 2001. Después de aterrizar "en un hospital... siendo tratado por insuficiencia cardíaca congestiva" dos meses después, dio un giro a su vida con la ayuda de un sobrino. Procedió a sacar un álbum llamado Mission Blues ese año.
Fue en abril de 2003 cuando Baker alcanzó a Carlos. El reportaje del periodista se titulaba "La balada de Carlos Guitarlos" y comenzaba en la portada de ese día. Describió cómo Ayala, que entonces vivía en una habitación de hotel de residencia de 35 dólares al día, tocaba en una plaza bart en el Distrito de la Misión con una técnica "inconfundiblemente sofisticada" y "una vieja voz de blues de grava, perfectamente agrietada". Baker se preguntó: "¿Quién es este? ¿Qué está haciendo un tipo con estas chuletas aquí?" Luego reveló la historia de fondo del guitarrista.
Un segundo álbum, Straight from the Heart (2003), siguió. Fue grabado con viejos amigos y compañeros de la escena punk de Los Ángeles: John Doe, Mike Watt y Dave Alvin. No Depression observó que el disco "demuestra plenamente sus habilidades para tocar la guitarra y componer canciones" en múltiples estilos. El Times de Londres lo llamó "una obra maestra del rock de raíces".
Ayala incluso viajó a Inglaterra en 2004 y 2005 para actuaciones, atrayendo cobertura de prensa destacada.
Su tercer álbum, Hell Can Wait, salió en 2005. Entre los invitados se encontraban David Hidalgo, Marcy Levy y Gene Taylor.
En 2007, fue invitado en Let Us Now Praise Sleepy John de Peter Case.

### Actividad en curso
En 2014, KCET.org publicó otro largometraje sobre el músico llamado "La leyenda de Carlos Guitarlos". Se centró en él en su casa en Highland Park en su cumpleaños número 64. Estaba tocando como parte del Trío Carlos Guitarlos y había auto-lanzado un álbum de 2010, The Innocent Remains.
El autor de la película, Nathan Solis, habló con el excompañero de banda de Ayala con The Rhythm Pigs, Richard Aeilts (también conocido como Dig the Pig). Aeilts señaló que Ayala se había suavizado hasta cierto punto y ofreció una descripción sucinta: "un alma sensible enterrada dentro de un chicano de Highland Park que no habla español".

### Discografía
- Straight from the Heart (2003)
- Hell Can Wait (2005)
- Handsome Wolf (Live in Studio) (2009)
- Sing an Honest Song (2009)
- The Innocent Remains (2010)